# Autópálya M19
Autópálya M19 (ungarisch für ,Autobahn M19‘) ist ein Autobahnzubringer in Ungarn. Er beginnt an der Autobahn M1 und endet in Győr.

## Streckenfreigaben
| Abschnitt                 | Länge   | Inbetriebnahme                 |
| ------------------------- | ------- | ------------------------------ |
| Autobahndreieck M1 – Győr | 10,0 km | 1975 (vollständig 1. Fahrbahn) |

## Verkehrsaufkommen
Es zweigt von der Autobahn M1 ab Einführungsstraße von Győr.
Durchschnittlicher täglicher Verkehr auf der Autobahn
| Abschnitt                   | DTV   |
| --------------------------- | ----- |
| Győr (Kreuz M1 – Győr-Audi) | 7.596 |

## Gebührenpflichtige Strecken
Die M19 in Ungarn ist fast komplett gebührenpflichtig. 
Siehe auch Maut in Ungarn

### Komitatsweite Vignette
Seit dem 1. Januar 2015 können Benutzer der Schnellstraße M19 diese mit einem nationalen E-Aufkleber oder den folgenden komitatsweit gültigen Vignetten nutzen:
| Komitat           | Verwendbarer Abschnitt                                       |
| ----------------- | ------------------------------------------------------------ |
| Győr-Moson-Sopron | Ab dem Autobahnkreuz M1 bis nach Győr (volle Länge)          |
| Komárom-Esztergom | Ab dem Autobahnkreuz M1 bis nach Győrszentiván (0 km – 6 km) |